# Jens-Peter Golde
Jens-Peter Golde (* 20. März 1955 in Neuruppin, Brandenburg) ist ein deutscher Politiker (bis 1993 SPD, danach parteienunabhängige Wählergemeinschaft „Pro Ruppin“). Seit der Stichwahl im Februar 2005 bis zum 14. März 2021 war er Bürgermeister von Neuruppin.

## Leben und Beruf
Jens-Peter Golde ist gelernter Koch, Arbeitshygieneinspektor und Ingenieurökonom für Sozialistische Betriebswirtschaft. Er ist verheiratet.

## Politik
Golde war am 11. Januar 1990 Gründungsmitglied des SPD-Ortsvereins Neuruppin. 1993 trat er aus und gründete stattdessen die parteienunabhängige Wählergemeinschaft „Pro Ruppin“, mit deren Unterstützung er 2005 nach einer Stichwahl als Bürgermeister von Neuruppin gewählt wurde. Bei der Bürgermeisterwahl im Januar 2013 wurde er in seinem Amt bestätigt. Bei der Bürgermeisterwahl im November 2020 unterlag er in der Stichwahl dem Kandidaten der SPD Nico Ruhle, daher endet seine Amtszeit 2021.